# Telesforo (general)
Telesforo (en griego antiguo Tελεσφoρoς/Telesphoros) fue uno de los tres sobrinos y generales de Antígono I Monóftalmos.
Se lo envió al Peloponeso hacia el 315 a. C., mientras Antígono asediaba Tiro, al frente de una flota de cincuenta naves y de un ejército numeroso, para luchar contra Casandro y Poliperconte, en el marco las guerras de los Diádocos. 
Logró varias victorias en el 313 a. C., sobre todo en Beocia y en el Peloponeso, del que expulsó a los partidarios de Casandro, salvo de Corinto, defendida por Poliperconte, y de Sición. Seguidamente, volvió a reunirse con Medio de Larisa; los dos generales fueron derrotados por Casandro en Oraioi, en la isla de Eubea. En el verano del 312 a. C., Antígono le confirió el mando del ejército del Peloponeso a otro de sus sobrinos, Ptolomeo. Esto indignó a Telesforo, que se rebeló contra su tío, se llevó consigo a parte de las tropas, se instaló en Elis y saqueó incluso el tesoro sagrado de Olimpia. No obstante, acabó por someterse a Ptolomeo.
Diógenes Laercio menciona que salvó al poeta cómico Menandro de la pena capital al mediar cerca de su primo, Demetrio Poliorcetes, cuando este se hizo con el poder en Atenas en el 307 a. C. y quiso eliminar a los partidarios de Demetrio de Falero.